# Igbo-Ukwu

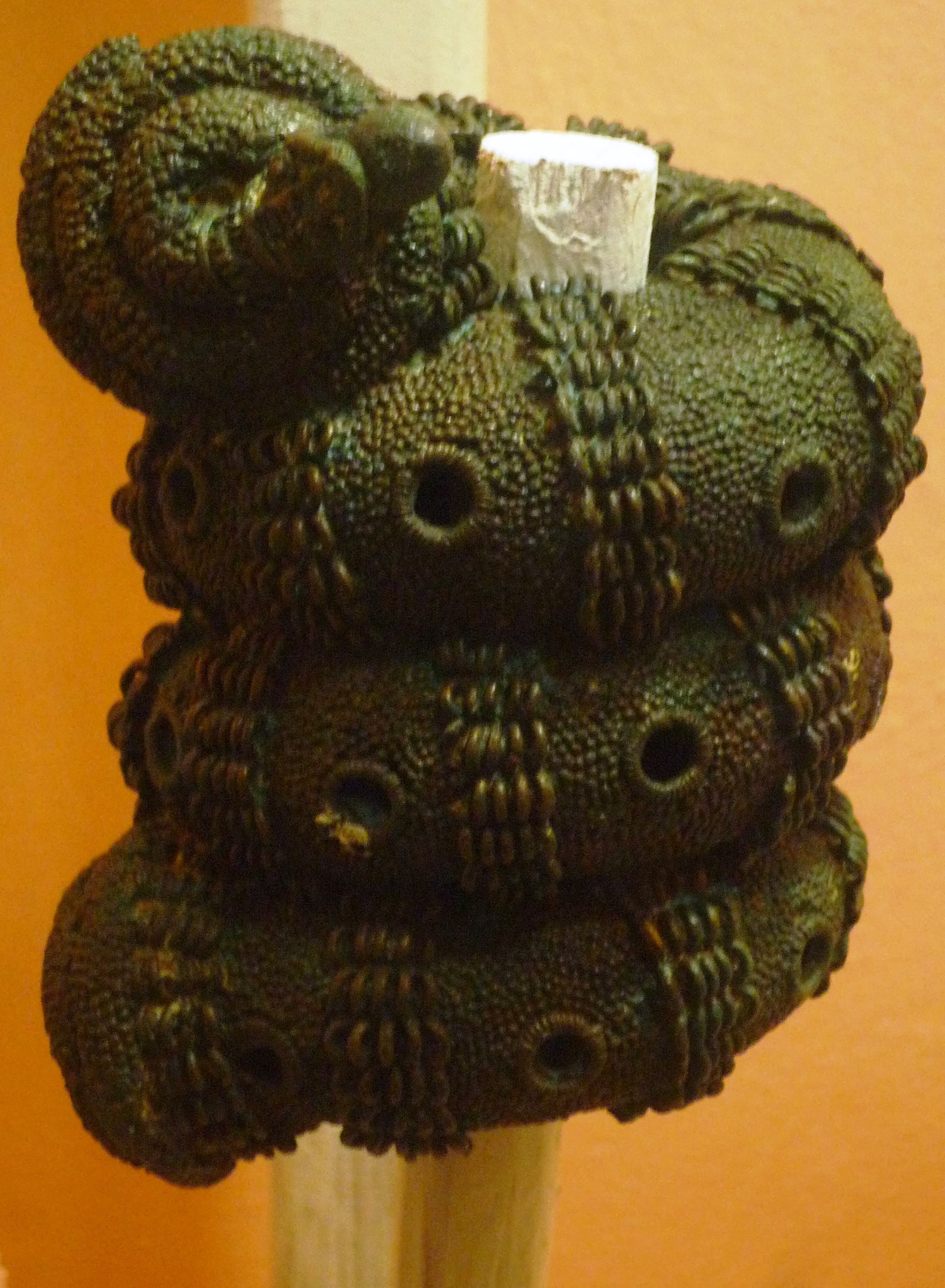
Bronze-Skulptur aus Igbo-Ukwu, 9. Jahrhundert

Igbo-Ukwu ist eine Stadt im Bundesstaat Anambra im Süden von Nigeria, die aus sieben kleineren Dörfern besteht. Bei der Berechnung im Jahre 2007 hatte Igbo-Ukwu etwa 80.000 Einwohner. Der Name stammt aus der Igbo-Sprache und bedeutet "Groß-Igbo".

## Archäologie
Igbo-Ukwu ist ein archäologischer Fundplatz mit Funden aus dem 9. Jahrhundert.
Beim bisher spektakulärsten Fund handelt es sich um ein Grab einer offenbar hohen Persönlichkeit, wie die reichen Beigaben vermuten lassen. Bis heute ist noch nichts über die Herkunft der Person bekannt.